# 高田磨崖仏

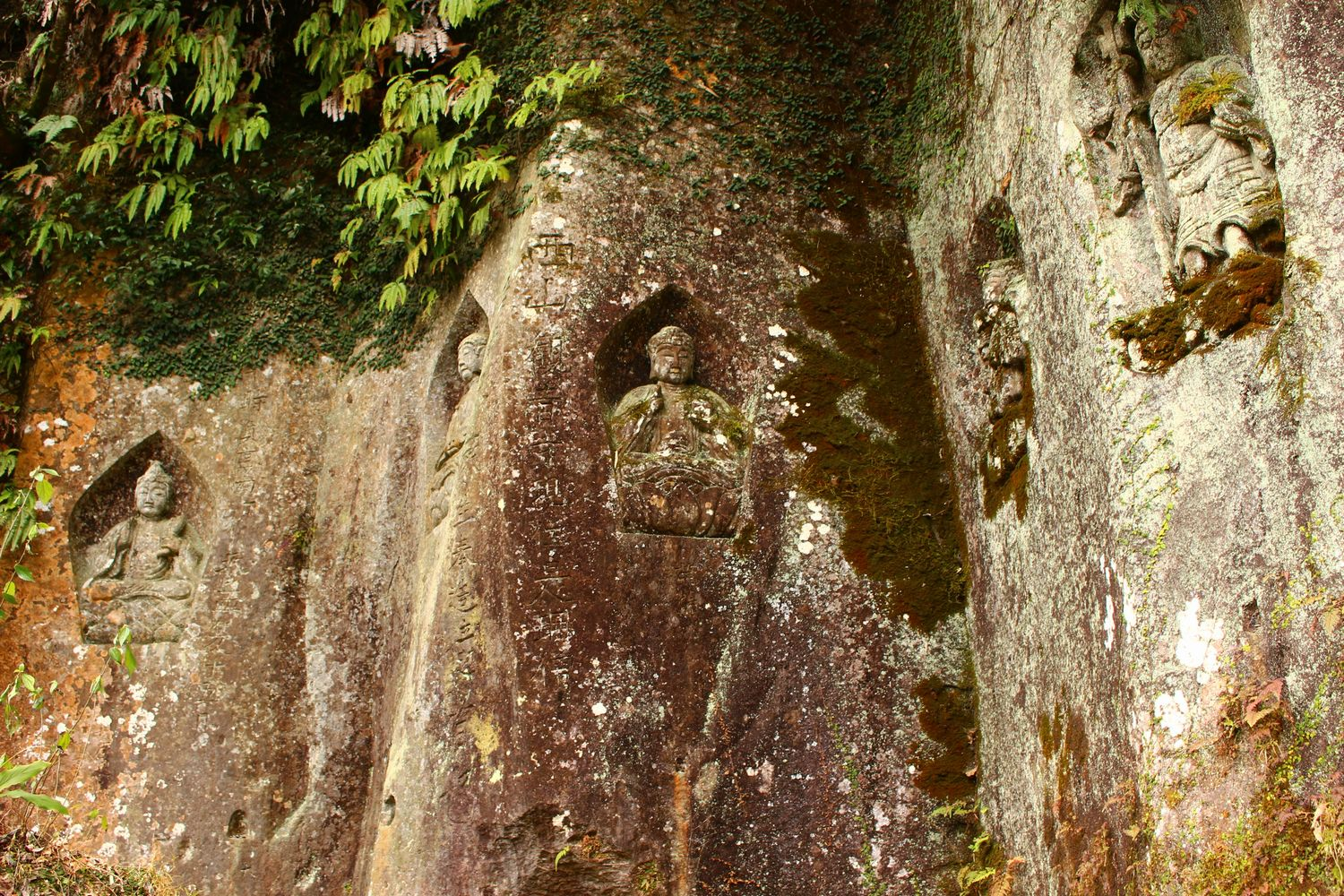
外観(2022年3月)

高田磨崖仏（たかたまがいぶつ）は鹿児島県南九州市にある仏教遺跡。高田川上流の石切場跡の断崖に仏像が彫刻されている。
年代は銘文から1787年（貞享4年）から1711年（正徳4年）の間に作られた江戸時代中期の物であることが判明している。地元の寺・西山観音寺の住職であった是珊が石工・久保田太右衛門に作らせた物である。
1958年（昭和33年）6月6日、川辺町指定文化財となった。

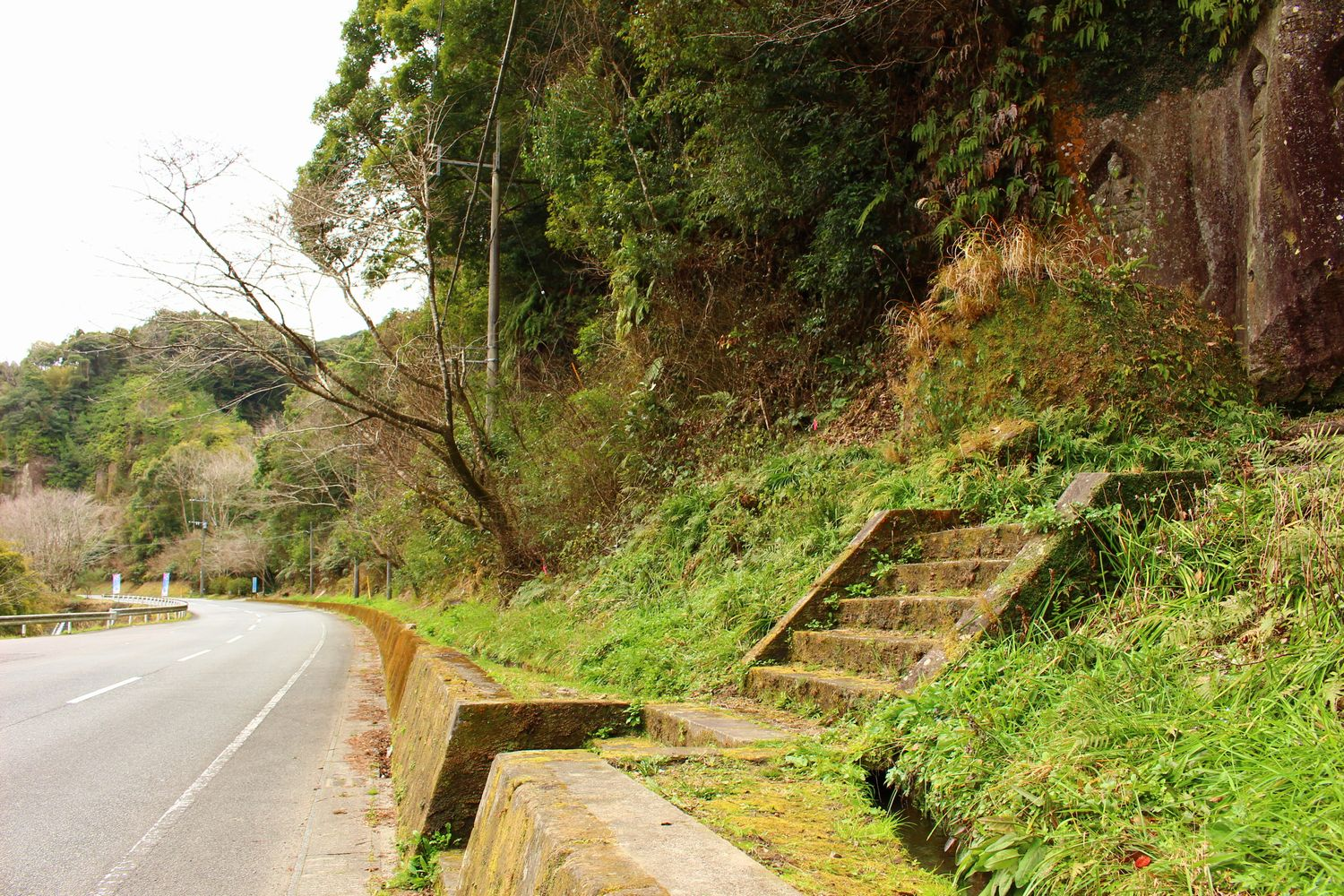
磨崖仏の面する道路から望む